# 王雁雲
王雁云（1908年—1983年），山东省邹平县花沟乡（今高青县花沟镇）郭家坊村人。早年就读于山东省立第二师范。毕业后，在青岛市段家埠小学任校长。抗日战争爆发后，该校被迫解散，返乡务农。后任山东省立邹平简易乡村师范学校副校长。抗战胜利后，离开学校，先在济南民众教育馆工作，后在济南市第一临时中学（该校在解放后改名为济南市实验中学）任国文教员。1947年任任邹平县参议院副议长。1947年11月当选为第一届国民大会代表，退让。由于内战爆发，时局不稳，在县里工作仅几个月，基本住在济南市。1949年后返乡务农。